# Benza Ida
Benza Ida, Benza Ida Rozália (Pest, 1846. március 9. (keresztelés) – Budapest, 1880. március 10.) magyar operaénekesnő (drámai szoprán). Benza Károly operaénekes leánya, Nagy Imre színész felesége.

## Életpályája
Benza (Schumbenza) Károly és Joob Amália leányaként született. Apjánál kezdte, majd Bécsben folytatta énektanulmányait, a ahol a legnevesebb énektanárok, mint Proch, Salvi, Bochholz - Falconi tanították. 1865-ben debütált Bécsben Gounod Faustjában mint Siebel. 1868-ban Olaszországba ment és a milánói Scala-ban lépett fel Verdi »Don Carlos«-ában, mint Eboli hercegnő és Marchetti »Ruy Blas«-jában, mint királyné, jelentős sikerrel. Ezután Európában turnézott. 1872 januárjában Moszkvában, majd Szentpétervárott is vendégszerepelt a császári operában március 15-ig, ahol a publikumot annyira extázisba hozta, hogy előadás után az utcán végig fáklyákkal kísérték szánkóját, melyet mágnások húztak a lakásáig. 1871. szeptember 9-én Valentine szerepében (Meyerbeer: Hugenották) mutatkozott be, majd 1872. április 13-án az »Afrikai nő«-t énekelte és ekkor a Nemzeti Színházhoz szerződött, amelynek vezető drámai énekesnője lett. Lírai szerepekben és hangversenyénekesként is fellépett. 1873. március 11-én Pesten, a Kálvin téri református templomban feleségül ment Nagy Imre színművészhez. Az ifjú párt Feleki József, Feleky Miklós színész fia és Török szuperintendens káplánja eskette meg. Benza Ida, hogy férjével egy valláson legyen, az esküvő előtt a református hitre tért. és 1873. március 27-én utoljára énekelt a »Lahor király«-ában. Hangjáról így emlékezik meg a Zenészeti Lapok (1874. október 11-iki száma: »Tömör, nagy terjedelmű és szenvedéllyel telt hang, szép színpadi alak, kifejező játék, öntudatos alakítás, melegség, mindezt oly mérvben találjuk fel nála, aminővel a világ kevés művésznője dicsekedhetik. Oly magas színvonalú művésznő, kit mindenkor a legnagyobb élvezettel lehet hallgatni, mert a művészet legfőbb hatalmával rendelkezik: tud érzést, szenvedélyt, lelkesülést kelteni e ábrázolásában van élet és igazság«. Koporsójánál Ódry Lehel mondott búcsúbeszédet, a temetőben pedig Feleky Miklós.

## Emlékezete

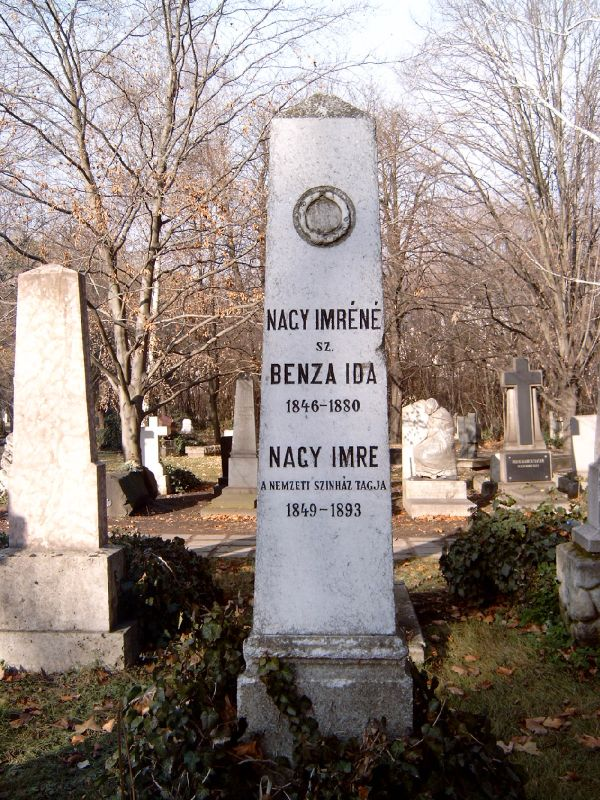
Férjével közös sírja (Kerepesi úti temető 34/1-2-21.)

- Sírja a Fiumei úti Nemzeti Sírkertben található.

## Nevezetesebb szerepei
- Valentine (Meyerbeer: Hugenották)
- Ifigénia (Ifigénia Aulisban)
- Violetta (Verdi: Traviata)
- Donna Anna (Mozart: Don Juan)
- Melinda (Erkel: Bánk bán)
- Fidelio (Beethoven)
- Leonóra (Verdi: A végzet hatalma)
- Amália (Verdi: Az álarcosbál)
- Elza (Wagner: Lohengrin)
- Szilágyi Erzsébet (Erkel Ferenc: Hunyadi László)
- Az Éj királynője (Mozart: A varázsfuvola)